# Mohamed Fathalla Difallah
 (août 2011).
Si vous disposez d'ouvrages ou d'articles de référence ou si vous connaissez des sites web de qualité traitant du thème abordé ici, merci de compléter l'article en donnant les références utiles à sa vérifiabilité et en les liant à la section « Notes et références ».
Mohamed Fathalla Difallah (né le 26 août 1987 à Alexandrie) est un athlète égyptien, spécialiste du saut en longueur.

## Carrière
Son meilleur saut est de 8,19 m, réalisé à El Maadi le 5 mai 2011. En 2010, il avait sauté 8,12 m au Caire en octobre. En 2009, il avait franchi 7,94 m à Radès en juin.
Son meilleur placement est une 4e place lors des Championnats d'Afrique à Nairobi en 7,89 m.

## Palmarès
| Date | Compétition            | Lieu   | Résultat | Marque |
| ---- | ---------------------- | ------ | -------- | ------ |
| 2011 | Championnats panarabes | Al-Aïn | 2e       | 7,65 m |
| 2013 | Championnats panarabes | Doha   | 2e       | 7,85 m |